# Euphorbia aaron-rossii
Euphorbia aaron-rossii là một loài thực vật có hoa trong họ Đại kích. Loài này được A.H.Holmgren & N.H.Holmgren mô tả khoa học đầu tiên năm 1988.